# Mohammed Djetei Camara
Mohammed Djetei (nascut el 18 d'agost de 1994 a Yaoundé, Camerun) és un futbolista camerunès que juga actualment al Maccabi Netanya.